# Vesna (časopis)
 Vesna (časopis) byl časopis zaměřený na umění a literaturu, který vycházel ve Vídni a poprvé vyšel v roce 1851. 
Zvolil stejný název, jako národně obrozenecký almanach, který v letech 1837–1839 vycházel v nakladatelství Jana Hostivíta Pospíšila v Praze. Po roce 1852 vycházel jako sobotní příloha Vídeňského denníku, který poprvé vyšel v roce 1850, poté vycházel po roce 1852 a jeho vydání bylo obnoveného i v roce 1908.

## Obsah
Časopis byl určen pro vídeňské Čechy a přinášel přehled o kulturním a domácím dění v českém jazyce. Vyznačoval se nadprůměrnou informovaností, věcností a dobrou češtinou, obsahem časopisu bývaly povídky, eseje, krátké stati, sloupky a aktuální zpravodajství. Vydavatelem byla Matice vídeňská, což byl kroužek osobností kolem Lva Thun-Hohensteina, v roce 1849 rozšířený o nucené exulanty z českých zemí. Většina článků vycházela anonymně, což umožňovalo kritický pohled autora bez rizika pronásledování. Nejprve jej redigoval Jan Křtitel Votka a dále Hermenegild Jireček, kteří psali také určitou část textů, přispíval rovněž Josef Jireček. Tisk a distribuci zajišťovalo knihkupectví mechithardistů ve Vídni.